# Universities' Mission to Central Africa
L'Universities' Mission to Central Africa (UMCA, littéralement « mission des universités pour l'Afrique centrale ») (vers 1857 - 1965) est une société missionnaire d'obédience anglicane, fondée sous l'égide des universités d'Oxford, de Cambridge, de Durham et de Dublin. Elle entretient vigoureusement la tradition anglo-catholique et est la première à confier l'autorité à un archevêque de terrain plutôt qu'à un comité local. Fondée en réponse à une demande de David Livingstone, la société établit des postes missionnaires qui grandissent jusqu'à devenir des archevéchés à Zanzibar et au Nyassaland (futur Malawi) ; elle est pionnière dans l'éducation des prêtres africains.

## Origines
La fondation de la société missionnaire est inspirée par les récits, faits par David Livingstone en 1857, de ses explorations africaines. Quoique son nom reflète son origine universitaire, elle accepte dès ses débuts les contributeurs n'ayant aucune affiliation avec ces institutions. La société a deux buts principaux, établir une présence missionnaire en Afrique et combattre vigoureusement le commerce d'esclaves.

## Première mission
Afin de faire avancer son projet, elle envoie une mission en Afrique ; Charles Mackenzie est dûment consacré évêque en 1860 et il prend la tête d'une expédition qui remonte le Zambèze jusqu'aux hauts plateaux de la Shire. C'est un désastre…  L'endroit choisi pour établir la mission, Magomero, près du lac Nyasa (lac Malawi) est une zone où sévit la malaria. L'archevêque Mackenzie en meurt le 31 janvier 1862 ainsi que trois autres missionnaires de la petite expédition et plusieurs Africains,. Les premiers efforts d'évangélisation ne donnent que de piètres résultats et les approvisionnements s'épuisent ou sont détruits pendant une période de famine. La mission se retire alors, laissant les tombes des missionnaires décédés en cet endroit ; elle s'établit à Zanzibar et de nombreuses années s'écoulent avant qu'elle ne retourne au Malawi. L'archevêque William Tozer, successeur de Mackenzie, qualifie les premières années de la mission de « misérable échec ».

## Mission à Zanzibar
L'archevêque William Tozer établit la base de la mission à Zanzibar en 1864. Il connaît un meilleur succès, recevant un accueil cordial des résidents arabes et africains de l'île, et crée notamment une école dans la mission Saint André à Kiungani. 
Le travail initial de la mission à Zanzibar consiste essentiellement à scolariser les enfants sauvés de l'esclavage, et à établir un emplacement, à Mbweni, en 1871, pour que les esclaves libérés puissent y vivre. Le jour de Noël 1873, la première pierre de l'église du Christ est posée sur le terrain de l'ancien marché aux esclaves, fermé seulement six mois plus tôt. Elle est achevée pour Noël 1880 et une messe y est célébrée,. Annie Allen (en) arrive à la mission en 1878 et crée à la suite les missions de zenana (en) (en Inde) qui s'occupent de nombreux femmes et enfants.

## Expansion

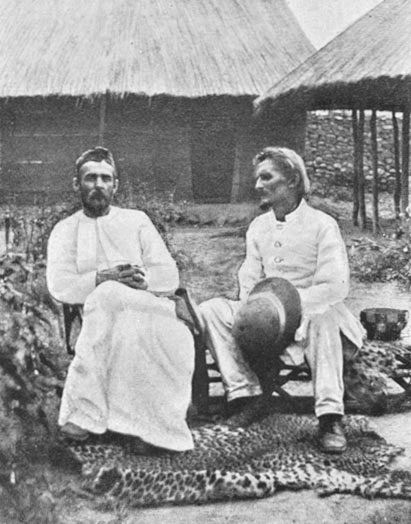
Chauncy Maples et William Percival Johnson, missionnaires de l'UMCA, 1897.

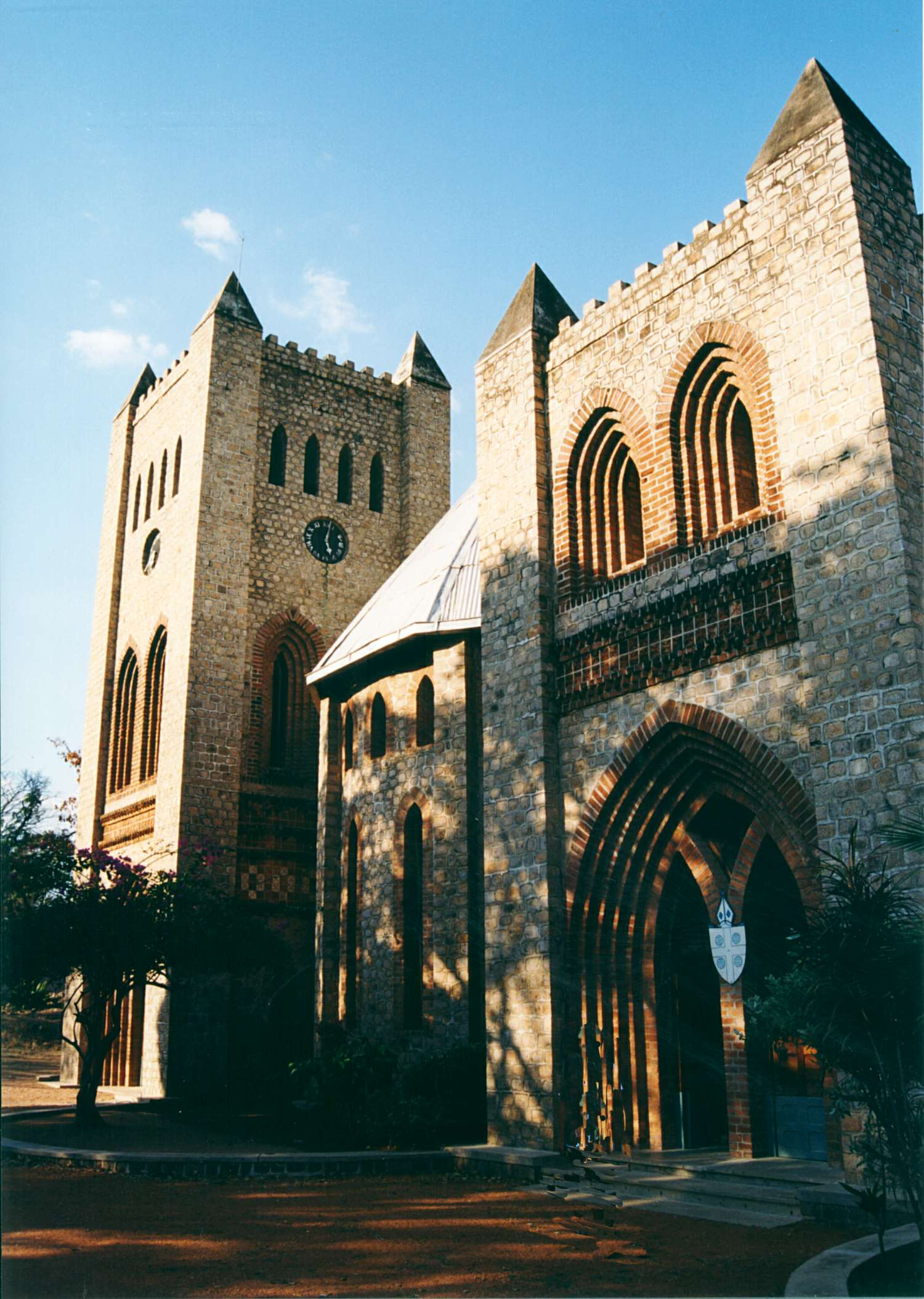
Cathédrale Saint-Pierre sur l'île de Likoma.

En 1874, Edward Steere succède à William Tozer comme archevêque et organise le retour au lac Nyasa. Plutôt que de réitérer la difficile navigation fluviale de la première mission, il décide d'emprunter la voie terrestre, créant un réseau de missions en chemin. Parmi les plus importantes, on compte celles de Magila et Masasi ; Magila est choisie pour être la mission principale, après qu'un premier site, à Vuga, capitale du royaume Kilindi, ait été écarté à cause de l'hostilité du roi. Le site de Masasi est choisi, dit-on, par les Africains convertis que les missionnaires voulaient rapprocher des lieux où ils avaient été capturés. Bien que le site ne soit pas leur foyer d'origine, ils auraient déclaré qu'il lui ressemblait suffisamment pour qu'ils s'y installent. Deux missionnaires, Charles Janson  et William Percival Johnson, atteignent le lac en 1884 ; Janson y meurt et son nom est donné à un navire de l'UMCA, utilisé pour parcourir le lac. Le successeur de Steere, Charles Alan Smythies, l'utilise pour ses nombreux voyages en Afrique dans le cadre de ses missions. Charles Smythies supervise l'établissement, sur l'île de Likoma, sur le lac Malawi, d'un poste missionnaire qui devient le siège d'un nouveau diocèse et où est construite la cathédrale Saint-Pierre.
Un des engagements de Smythies est le principe que l'Afrique soit convertie et servie par des prêtres africains. Il apporte de nombreuses améliorations aux modalités de leur enseignement à Kiungani, et ordonne les premiers prêtres locaux.
La société continue à travailler à partir de ses bases à Zanzibar, à Likoma et sur la partie continentale de la Tanzanie jusqu'en 1910, date à laquelle elle commence à œuvrer également en Rhodésie du Nord (actuelle Zambie). Elle poursuit ses activités dans ces quatre régions durant la première moitié du XXe siècle, proposant des services médicaux et éducatifs outre des services religieux et l'instruction de même.

## Postérité
Le centenaire de la société tombe dans un contexte de décolonisation ; à ce moment, l'UMCA collabore étroitement avec la Society for the Propagation of the Gospel in Foreign Parts (en). Les deux organisations fusionnent en 1965. La nouvelle organisation fusionnée célèbre le cent cinquantième anniversaire en 2007.
Les historiens post-coloniaux analysent l'action de l'UMCA en notant qu'elle a conjugué à la fois des efforts humanitaires dans la lutte contre l'esclavage en Afrique de l'Est et une attitude paternaliste à l'endroit des Africains, notamment à ses débuts, ce qu'elle a néanmoins perpétué.

### Archives de la mission
- (en) « Records of the Universities Mission to Central Africa - Collection 160 », Billy Graham Center, Wheaton College (consulté le 8 juin 2020).